# Seznam nosilcev spominskega znaka Nanos 1991
Seznam nosilcev spominskega znaka Nanos 1991

## Seznam
(datum podelitev - št. znaka - ime)
- 1. oktober 1997 - Ivan Bajc - Ivan Biščak - Alojz Bizjak - Radovan Blaško - Roman Blaško - Valentin Cigoj - ? - Milan Cof - ? - Marijan Colja - ? - Stojan Čebron - ? - Janko Čermelj - ? - Roman Červ - ? - Ivan Ferjančič - ? - Jurij Hajna - ? - Vid Jelerčič - ? - Božo Jež - Rado Jurač - Marjan Koren - Aleš Kovač - Franc Ložar - Alojz Melinc - Valter Podgornik - Leon Posega - Marija Praznik - Stojan Rijavec - Aldo Sever - Peter Skapin - Ivo Sorta - Boris Štor - Bojan Štrukelj - Rajko Turk (posmrtno) - Robert Turk - Igor Ušaj - Robert Vilhar - Antonija Olga Vrtovec - Ferdinand Žorž

- 4. februar 1998 - Roman Bajt - Stane Brlogar - Janez Brojan - Janez Kavšek - Boštjan Koprivnikar - Stanko Perpar - Albin Pozaršek - Ervin Repanšek - Marjan Šteblaj - Stojan Vitežnik - Darko Vovko